# 比利亚洛瓦尔德里奥哈
比利亚洛瓦尔德里奥哈，是西班牙拉里奥哈自治区的一个市镇。总面积11平方公里，总人口120人（2001年），人口密度11人/平方公里。